# Marie-Aimée Niox-Chateau
Pour les articles homonymes, voir Niox-Chateau.
Marie-Aimée Niox-Chateau (née Marie-Aimée Racine à Paris 1er le 26 février 1893 et morte le 29 mai 1987 à Neuilly-sur-Seine) est une pédagogue française, figure majeure du montessorisme en France.
Elle fut la fondatrice de la Nouvelle école de Boulogne et de l'école de jardinières d'enfants de Levallois.

## Biographie
Marie-Aimée Racine est née à Paris le 26 février 1893 dans une famille aisée.
Elle se destinait à une carrière scientifique, mais au sortir de la première guerre mondiale, après une licence en science, elle entra comme stagiaire à l'école de Miss Cromwell à Fontenay-aux-Roses, dans un refuge accueillant des enfants très démunis. C'est auprès de cette américaine, traductrice de la Pédagogie scientifique, qu'elle fut initiée à la pédagogie de Maria Montessori. Elle y fut chargée d'une classe.
De 1923 à 1928, elle travaille à l'école Sophie Germain, d'abord en tant que préparatrice puis maîtresse auxiliaire.
En 1932, mère d'un fils de 4 ans, elle crée sa propre école privée (mixte), la Joyeuse école, à Boulogne (d'abord rue Tisserand, puis dans un pavillon près du jardin Albert Kahn). Elle bénéficie pour cela de l'aide d'une mécène : Mme Raguelty. L'école était axée sur une vie familiale et les méthodes des pédagogies actives : utilisation du matériel Montessori, utilisation du jardin, travail des enfants en autonomie, classe de pipeau et organisation de fête. Elle y forma Marcelle Albert.
En 1939, elle partit en zone libre avec son groupe d'enfants (les siens et une dizaine  de l'école), à la ferme de Letraz (hébergés par sa sœur et son beau-frère), qui servit de refuge à des enfants juifs.
À la Libération, la ferme accueillera des déportés, dont Simone Veil.
Après la guerre, les CEMEA lui confièrent avec Blanche Harvaux la direction de la Nouvelle école de Boulogne, école publique expérimentale dans la lignée du  plan Langevin-Wallon. L'école utilisait le matériel Montessori mais aussi l'imprimerie et les fichiers Freinet, le pipeau et la chanson. Elle accordait une importance à la vie démocratique et organisait une réunion hebdomadaire des enseignants, et une réunion « démocratique » de toute l'école un lundi matin par mois.  
À cette époque, Marie-Aimée Niox-Chateau participa à différents réseaux pédagogiques tels des groupes de travail sur la séparation, et l'école joua un rôle important dans l'accueil de stagiaires. 
L'école fut cependant fermée en 1956, pour des raisons administratives, faute de reconnaissance du statut expérimental.
Mme Niox-Chateau prit alors la responsabilité de l'école de jardinières d'enfants créée par Émilie Brandt à Levallois-Perret.
Sollicitée pour une aide dans les crèches, à l'époque très « hôpital », (les parents n'entrent pas, changement de vêtements à l'entrée).
L'école est proche de l'école Émilie Brandt ; elle envoie des stagiaires à l'école du Père Castor et dans des lieux d'accueil. 
En fin de carrière, Marie-Aimée Niox-Chateau crée l'externat médico-pédagogique de Levallois, pour lequel elle reprend le nom de « Joyeuse école ».